# Megachile gathela
Megachile gathela là một loài Hymenoptera trong họ Megachilidae. Loài này được Cameron mô tả khoa học năm 1908.